# The Curiosity of Chance
The Curiosity of Chance je americko-belgický hraný film z roku 2006, který režíroval Russell P. Marleau podle vlastního scénáře. Film popisuje osudy středoškoláka, který je šikanován.

## Děj
Příběh se odehrává v 80. letech. 16letý Chance Marquis nastoupí jako nový student na střední školu. S cylindrem a frakem okamžitě přitáhne pozornost spolužáků včetně Brada, místního tyrana a velitele školního fotbalového mužstva. Chance se zapojí do školních novin, kde se spřátelí s introvertním fotografem Hankem a spolužačkou Twylou. Dalším kamarádem se stane Levi ze sousedství, který je také ve fotbalovém týmu, ale raději hraje se svou hudební skupinou. Chance se díky Twyle dostane v Londýně do klubu, kde dostane nabídku zúčastnit se soutěže drag queen. Chance má na vystoupení úspěch, ale problémy se dostaví poté, co fotografie z jeho vystoupení proniknou k Bradovi, který je zveřejní ve škole.

## Obsazení
| Tad Hilgenbrink         | Chance Marquis                      |
| Brett Chukerman         | Levi Sparks                         |
| Aldevina Da Silva       | Twyla Tiller                        |
| Pieter Van Nieuwenhuyze | Hank Hudson                         |
| Chris Mulkey            | otec Marquis                        |
| Maxim Maes              | Brad Harden                         |
| Colleen Cameron         | Sienna Marquis                      |
| Magali Uytterhaegen     | zástupkyně ředitele Ophelia Smelker |